# Grafen von Ségur

Ségur ist eine altfranz. Adelsfamilie aus der Landschaft Rouergue in Guienne, die, dem Protestantismus ergeben, in den Religionskriegen viel zu leiden hatte.

## Bekannte Vertreter der Familie
- Henri François, comte de Ségur
- Joseph Alexandre de Ségur
- Louis-Philippe de Ségur
- Philippe-Henri de Ségur
- Philippe-Paul de Ségur

## Österreichischer Familienzweig
August Franz Graf Ségur-Cabanac (1771–1847) fand während der Französischen Revolution Zuflucht in Österreich und wurde Stammvater des österreichischen Zweigs der Familie. Er begann seine Laufbahn als Unterleutnant, zeichnete sich 1809 als Major bei Wagram aus und erreichte 1844 den Rang Generalmajor.
Dessen Urenkel, August Ségur-Cabanac (1881–1931), Jurist und Finanzfachmann, war von Mai bis November 1922 Finanzminister der Republik Österreich. In dieser Zeit wurde sein gleichnamiger Sohn (August Ségur-Cabanac) geboren, der die militärische Tradition der Familie weiterführte und dessen Söhne Christian Ségur-Cabanac und René Ségur-Cabanac, ebenso wie sein Enkel Philipp sich ebenfalls für eine militärische Laufbahn entschieden.

### Genealogische Übersicht (Auszug – Österreichischer Familienzweig)
- Graf August Franz Marzellus Ségur-Cabanac (* 12. Januar 1771 in Joinville (Frankreich), † 7. Dezember 1847 in Wien) ⚭ Franziska Freiin von Jungwirth (* 12. Januar 1772 in Wien, † 8. Oktober 1857 in Pullitz (heute: Tschechien));
  - Graf Arthur Andreas Ségur-Cabanac (* 18. Mai 1805 in Wien, † 4. Juli 1885 in St. Peter in der Au, Generalmajor und Kämmerer) ⚭ Gräfin Mathilde Bussy-Mignot
    - Graf Alfred Erwein Heinrich Maria von Ségur-Cabanac (* 4. September 1844 in Wiener Neustadt, † 15. Februar 1922 in Sankt-Peter in der Au)
    - Graf Leon Markus von Ségur-Cabanac (* 18. August 1848, † 24. Oktober 1926)

  - Graf Julius von Ségur-Cabanac (* 13. März 1807 in Wien, † 8. April 1857 in Pullitz) ⚭ Anna von Ségur-Cabanac
    - Gräfin Sidonie Ehnl (* 6. März 1836)
    - Graf Alexander Moritz von Ségur-Cabanac (* 23. Februar 1839, † 6. November 1890 in Prag)
    - Franziska von Auersperg (* 9. Juli 1828 in Wolfs bei Ödenburg, † 28. März 1871 in Graz)
    - Gräfin Marie von Peche (* 8. Juli 1825 in Antau bei Ödenburg, † 20. Oktober 1885 Petrowitz)
    - August Mauritius Graf Ségur-Cabanac (* 22. April 1841 in Ödenburg (heute: Ungarn) – 4. August 1888 in Maria-Theresiopel) (Oberstleutnant im k.u.k. Husarenregiment Nr. 4) ⚭ Christine Aloysia Amalia von Ségur-Cabanac (* 21. Juli 1844 in Ödenburg, † 11. Mai 1911 in Wien)
      - Gräfin Helene von Ségur-Cabanac (* 6. Dezember 1877 in Wien)
      - Viktor Ségur-Cabanac (* 4. Juli 1869 in Sopron (heute: Ungarn), 20. Juli 1913 in Retz, österreichischer Lehrer und Chronist)
        - Anton Ségur-Cabanac (* 12. Mai 1929 in Wien; † 1. August 2011 ebenda, österreichischer Beamter und Botschafter)

      - August Ségur-Cabanac (* 22. Januar 1881 in Brünn (heute: Tschechien), † 1. März 1931 in Wien, Jurist und Finanzfachmann) ⚭ Maria Freiin Klezl von Norberg
        - Gräfin Maria Renata Eveillard (* 7. August 1913 in Hietzing, † 7. Dezember 1997 in Nantes (Frankreich))
        - Baronin Elisabeth Charlotte von Hasenauer (* 10. November 1914 in Mödling, † 6. November 1970 in Wien)
        - Hedwig Eugenie Gräfin von Segur-Cabanac (* 28. Juni 1918 in Mödling)
        - August Ségur-Cabanac (* 1. Juni 1922 in Mödling; † 4. März 2011 in Wien, österreichischer General) ⚭ Christine Bennier
          - Christian Ségur-Cabanac (* 15. November 1948 in Wien, österreichischer Generalleutnant)
            - Philipp Ségur-Cabanac (* 1976, österreichischer Brigadier)

          - René Ségur-Cabanac (österreichischer Generalmajor)